# Heinz Kuttin
Heinz Kuttin, avstrijski smučarski skakalec, sedaj skakalni trener, * 5. januar 1971, Gassen, Avstrija.
V svetovnem pokalu je nastopal od leta 1988 do 1995. Na olimpijskih igrah v Albertvillu leta 1992 je osvojil ekipno srebrno in posamično bronasto medaljo na veliki skakalnici. Na naslednjih igrah v  Lillehammerju je bil ekipno bronast na veliki napravi.   
Kuttinovi najboljši dosežki so vezani na svetovna prvenstva, kjer je osvojil štiri medalje; dve zlati leta 1991 v Val di Fiemmu (ekipno (velika naprava) in posamično (mala naprava)) in dve bronasti (1993 v Falunu ekipno, velika naprava in 1989 v Lahtiju posamično, mala naprava).
Po končani tekmovalni karieri je najprej deloval kot direktor skakalnega kompleksa v Beljaku, leta 2002 pa je delal kot trener B avstrijske reprezentance, leto kasneje trener B poljske, nato je bil od 2004 do 2006 glavni trener poljske reprezentance, od 2006 dalje pa je bil trener B nemške reprezentance.
11. aprila 2014 je postal glavni trener avstrijske skakalne reprezentance.

## Dosežki

### Zmage
Heinz Kuttin ima 2 zmagi za svetovni pokal:
| Sezona  | Država/Prizorišče |
| ------- | ----------------- |
| 1990/91 | Trondheim         |
| 1991/92 | Trondheim         |